# 許紹勤
許紹勤（1913年8月26日—1991年2月15日），字日業。廣東省潮安縣彩塘宏安人。民國37年（1948年）在商業團體南區當選第一屆立法委員

## 生平[1][2]
- 普益商業專科學校
- 華僑經濟研究院
- 革命實踐研究院
- 韶關市參議員、廣州市參議員
- 中國國民黨廣東省黨部民運會委員
- 廣東省商會聯合會理事長
- 大陸汽車運輸公司總經理
- 華僑聯合銀行常務董事
- 時代交通事業公司董事長
- 中國木業製品公司董事長
- 全國商聯會理事
- 中華民國工商協進會常務理事
- 新竹汽車客運公司董事
- 基隆汽車客運公司董事